# Castello di Gaziantep
Il castello di Gaziantep (in turco Gaziantep Kalesi) è un edificio monumentale fortificato, situato nel centro-città, a Gaziantep, nella Turchia asiatica. È collocato su una collina ad un'altitudine di circa 25 m s.l.m., a sud del torrente di Alleben, nei pressi di un borgo segreto che potrebbe corrispondere all'insediamento abitativo di Uršum. Il terremoto del 6 febbraio 2023 ha gravemente danneggiato il complesso. I lavori di restauro sono attualmente in corso.
Il castello di Gaziantep è considerato uno dei monumenti più interessanti in Turchia per funzionalità, splendore e maestosità.

## Storia
Si erge sull'altipiano a occidente dell'Anatolia sud-orientale turca per proteggere una città scomparsa, Antiochia ad Taurum e fa parte del patrimonio dell'Umanità dell'Unesco.
La sua fondazione risale agli Ittiti che per primi realizzarono un vedetta militare 6000 anni fa. Infatti, si è ipotizzato che il castello venne edificato su un tumulo risalente a 6 mila anni fa (età calcolitica), quando nelle sue vicinanze fra il II e III secolo a.C. vi era una piccola città ittita chiamata « Tebano ».  Millenni più tardi, sopraggiunti i Romani, la trasformarono in una fortezza tra il II e III secolo d.C..
L'attuale forma si stabilizzò sotto il regno dell'imperatore romano d'oriente Giustiniano, soprannominato dai turchi "l'Architetto dei castelli", tra il 527 e il 565 d.C.. In quest'epoca, infatti, il castello subì un rilevante rifacimento delle torri, che erano sostenute da strutture di base, costituite da gallerie a volta e ad arco; tali torri furono collegate fra loro con queste gallerie e le mura fortificate vennero ulteriormente ampliate sia ad ovest, che a sud e ad est, delimitando la collina. Nel VI secolo subì rifacimenti con 36 nuove torri di difesa, che chiudevano a cerchio l'edificio con la misura di circa un chilometro e mezzo (1200 m) di circonferenza. L'intero edificio prese così una forma circolare irregolare. Lo scrittore Evliya Çelebi nel suo diario di viaggio rilevò 527 torrioni. Si stima che in origine fossero 565, situati sulle mura esterne della fortezza, ma non sono sopravvissuti fino ai giorni nostri. Vi era anche un fossato intorno al castello e il passaggio al castello veniva garantito da un ponte.
Nei secoli successivi al periodo bizantino, in particolare con il dominio dei Mamelucchi, dei Dulqadiridi e degli Ottomani, l'edificio di difesa militare venne ristrutturato saltuariamente, in base a imminenti necessità e tutte le volte furono collocate delle iscrizioni per informare i posteri sulle riparazioni effettuate.
In seguito, i turchi Selgiuchidi ripristinarono l'antica struttura dalle portentose mura sulla collina della città di Antep (oggi Gaziantep, ossia « eroica Antep »), subito dopo la sconfitta degli uomini dell'imperatore Romano IV Diogene, nella battaglia di Manzicerta del 26 agosto 1071.
Nel corso delle Crociate, Antep verrà amministrata nel 1098 da cavalieri occidentali per poi finire sotto l'influenza del principato di Antiochia. Intorno all'anno 1230 i crociati cristiani presero il castello per controllare i commerci che si attuavano lungo il fiume Oronte. Durante la dominazione araba, il castello subì dei rifacimenti nuovamente nel Quattrocento con il sultano egiziano Qaytbay, preservando la sicurezza della città sottostante.

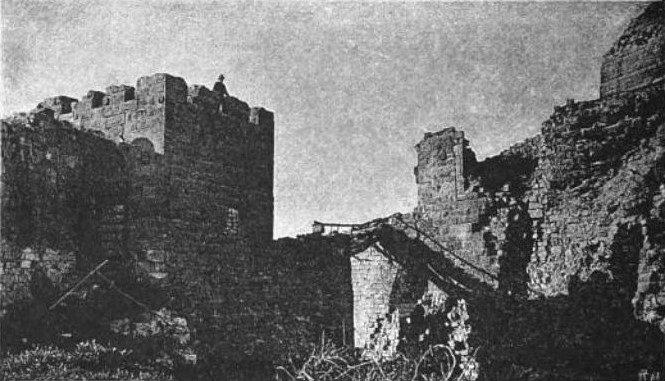
Il castello nel XIX secolo

Dall'iscrizione posta sul cancello principale si apprende però che, durante l'impero ottomano nel '500, le torri su entrambi i lati del cancello principale e il ponte del castello furono ancora una volta rimaneggiati da Solimano I il Magnifico. I turchi ne fecero un'opera d'arte militare unica: irrobustirono le mura, integrarono la cinta interna, ne cambiarono esteticamente e sostanzialmente l'architettura.

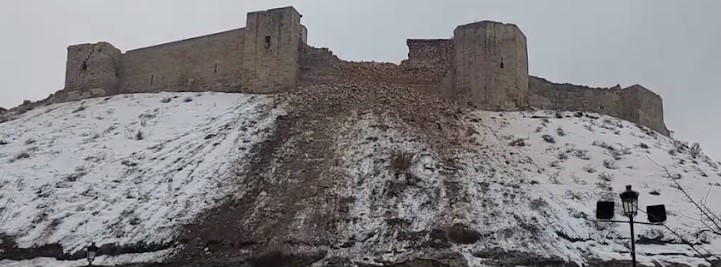
Le mura danneggiate dal terremoto del 6 febbraio 2023

Negli anni 1940 il castello fu adibito a museo storico, raccogliendo una vasta collezione di reperti artistici e architettonici, mostrando ai turisti preziosi e rari mosaici e pavimenti unici in ceramica, oltre che monili d'epoca neolitica, ittita e romana.
Il 6 febbraio 2023 un sisma ha gravemente danneggiato il castello, facendo crollare alcuni bastioni nella parte meridionale e orientale della struttura.

## Sito archeologico

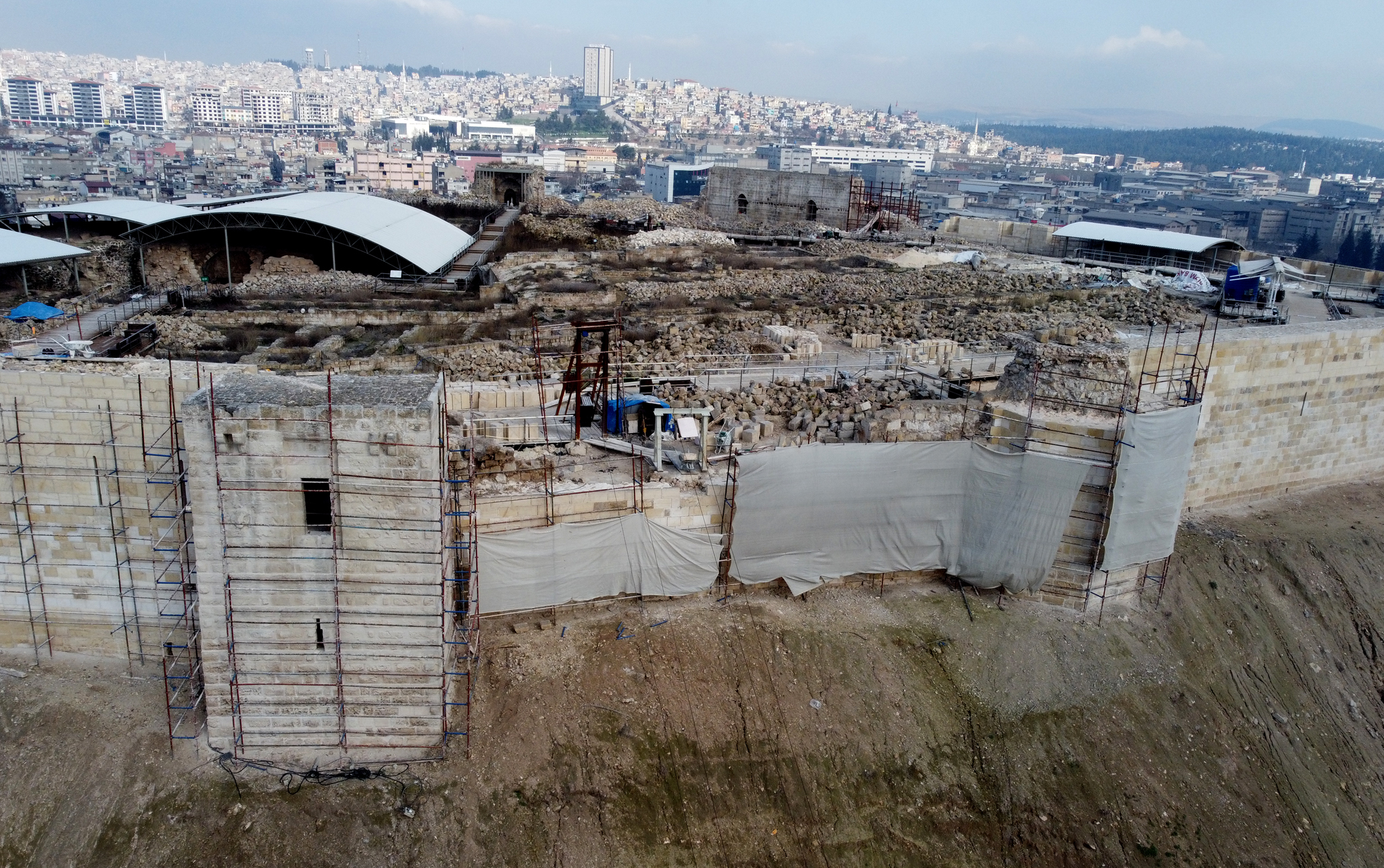
I lavori di ricostruzione dopo il sisma del 2023

Attorno a Gaziantep, oltre all'insediamento sotto il castello della presunta città di Uršum, esistono due ulteriori siti che hanno attratto l'attenzione degli studiosi: Tilbeşar e Oylum Höyük, nella provincia di Kilis, per interessamento di un progetto archeologico di una missione archeologica italo-turca in Anatolia Centrale nel 2020. Gli scavi hanno recentemente portato alla luce un « frammento di tavoletta ittita e per il quale l'editore di questo documento ha proposta l'identificazione con Ḫaššuwa, si trova a poca distanza dalla odierna Kilis, Ciliza in età romana, che le successe come centro regionale e potrebbe quindi averne ereditato il nome antico ».

## Nei media
- Lo scrittore Angelo Petrella ha citato il castello nel suo romanzo Operazione Levante (Milano, Baldini & Castoldi, 2017, ISBN 978-88-93880-35-0).
- Lo scrittore Puk Damsgård vi ambienta parte del suo romanzo nel volume Hai visto la luna? (2016).